# Itanium

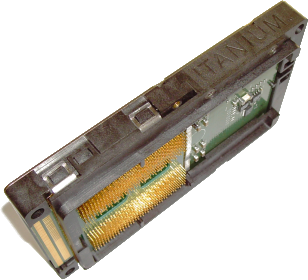
Processeur Itanium.

Architecture Itanium.

L´Itanium est un processeur 64 bits développé par Intel en coopération avec différents constructeurs informatiques (HP, Bull, etc.), visant initialement à remplacer l'architecture x86/CISC.
L'architecture Itanium, nommée IA-64, est basée sur la technologie EPIC (Explicitly Parallel Instruction Computing), considérée comme le successeur du RISC.
HP a fortement contribué au développement du processeur afin qu'il remplace ses propres PA-RISC et DEC Alpha (architecture héritée du rachat de Compaq, elle-même héritée du rachat de Digital Equipment Corporation (DEC)).

## Itanium

### Merced
Sorti en juin 2001 sous le nom de code Merced, ses performances étaient très décevantes, et il a donc été rapidement remplacé par l'Itanium 2.
| Nom du modèle        | Nb. cœurs | Fréquence | Front Side Bus | Mult. | Cache L1 | Cache L2 | Cache L3 | Consommation | Socket | Date de sortie |
| -------------------- | --------- | --------- | -------------- | ----- | -------- | -------- | -------- | ------------ | ------ | -------------- |
| Itanium 800 MHz 4 Mo | 1         | 800 MHz   | 266 MT/s       | 6 x   | 32 Kio   | 96 Kio   | 4 Mio    | 130 W        | PAC611 | 06/2001        |
| Itanium 800 MHz 2 Mo | 1         | 800 MHz   | 266 MT/s       | 6 x   | 32 Kio   | 96 Kio   | 2 Mio    | 130 W        | PAC611 | 06/2001        |
| Itanium 733 MHz 4 Mo | 1         | 733 MHz   | 266 MT/s       | 5.5 x | 32 Kio   | 96 Kio   | 4 Mio    | 116 W        | PAC611 | 06/2001        |
| Itanium 733 MHz 2 Mo | 1         | 733 MHz   | 266 MT/s       | 5.5 x | 32 Kio   | 96 Kio   | 2 Mio    | 116 W        | PAC611 | 06/2001        |

Gravure en 180 nm.

## Itanium 2

### McKinley
L'Itanium 2 se révèle beaucoup plus performant que son prédécesseur, Intel affirme même faire des bénéfices avec cette architecture. En novembre 2004, le calculateur disposant de la seconde plus importante puissance de calcul au monde est basé sur une plate-forme mettant en œuvre 10 240 processeurs Itanium 2 à 1,5 GHz.
| Nom du modèle            | Nb. cœurs | Fréquence | Front Side Bus | Mult. | Cache L1 | Cache L2 | Cache L3 | Consommation | Socket  | Date de sortie |
| ------------------------ | --------- | --------- | -------------- | ----- | -------- | -------- | -------- | ------------ | ------- | -------------- |
| Itanium 2 1 GHz 3 Mo     | 1         | 1 GHz     | 400 MT/s       | 10 x  | 32 Kio   | 256 Kio  | 3 Mio    | 130 W        | PAC-611 | 07/2002        |
| Itanium 2 1 GHz 1,5 Mo   | 1         | 1 GHz     | 400 MT/s       | 10 x  | 32 Kio   | 256 Kio  | 1,5 Mio  | 130 W        | PAC-611 | 07/2002        |
| Itanium 2 900 MHz 1,5 Mo | 1         | 900 MHz   | 400 MT/s       | 9 x   | 32 Kio   | 256 Kio  | 1,5 Mio  | 130 W        | PAC-611 | 07/2002        |

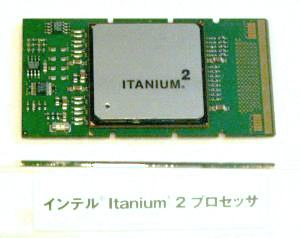
Itanium2

Tous les processeurs Itanium 2 partagent une hiérarchie de cache commune. Ils possèdent 16 Kio de cache de données de premier niveau (L1). Le cache de second niveau (L2), de 256 Kio, est unifié (contient les instructions et les données). Le cache de troisième niveau (L3) est aussi unifié. Sa taille varie de 1,5 Mio à 9 Mio. Dans un choix intéressant de conception, le cache L2 contient la logique suffisante pour effectuer des opérations de sémaphore sans déranger l'UAL principale.
Le bus d'Itanium 2, parfois appelé Scalability Port, est très souvent nommé bus McKinley. C'est un bus de 200 MHz à double débit de données (DDR) dont la largeur est de 128 bits, soit plus de trois fois la largeur de bande du bus Merced. En 2004, Intel sortit des processeurs dotés de bus à 533 MT/s, augmentant la largeur de bande à 8,5 Go/s. En 2005, des processeurs dont la largeur de bande était de 10,6 Go/s apparurent sur le marché, dotés de bus de 667 MT/s.
Le 30 mars 2006, le concurrent d'Intel, Advanced Micro Devices (AMD) annonce l'embauche de Samuel Naffziger et de huit autres développeurs-clés qui œuvraient au développement du processeur Itanium. Cette défection ne va pas aider Intel à relancer l'Itanium, dont l'histoire chaotique a provoqué un certain embarras chez ses concepteurs (Bull, Hewlett-Packard et Intel), tandis qu'AMD devrait profiter de l'expérience acquise par les transfuges pour muscler son offre 64-bit (Opteron, notamment).
Les systèmes d'exploitation fonctionnant sur Itanium 2 sont :
- Microsoft Windows XP 64
- Linux
- HP-UX 11i v2
- OpenVMS 8.2
- Microsoft Windows Server 2003 64 bits
- Microsoft Windows Server 2008 64 bits

### Madison
Gravure en 130 nm.
| Nom du modèle               | Nb. cœurs | Fréquence | Front Side Bus | Mult. | Cache L1 | Cache L2 | Cache L3 | Consommation | Socket  | Date de sortie |
| --------------------------- | --------- | --------- | -------------- | ----- | -------- | -------- | -------- | ------------ | ------- | -------------- |
| Itanium 2 MP 1,5 GHz 6 Mo   | 1         | 1,5 GHz   | 400 MT/s       | 15 x  | 32 Kio   | 256 Kio  | 6 Mio    | 130 W        | PAC-611 | 06/2003        |
| Itanium 2 MP 1,4 GHz 4 Mo   | 1         | 1.4 GHz   | 400 MT/s       | 14 x  | 32 Kio   | 256 Kio  | 4 Mio    | 130 W        | PAC-611 | 06/2003        |
| Itanium 2 MP 1,3 GHz 3 Mo   | 1         | 1,3 GHz   | 400 MT/s       | 13 x  | 32 Kio   | 256 Kio  | 3 Mio    | 130 W        | PAC-611 | 06/2003        |
| Itanium 2 DP 1,4 GHz 1,5 Mo | 1         | 1,4 GHz   | 400 MT/s       | 14 x  | 32 Kio   | 256 Kio  | 1,5 Mio  | 130 W        | PAC-611 | 09/2003        |
| Itanium 2 DP 1,6 GHz 3 Mo   | 1         | 1,6 GHz   | 400 MT/s       | 16 x  | 32 Kio   | 256 Kio  | 3 Mio    | 130 W        | PAC-611 | 04/2004        |
| Itanium 2 DP 1,4 GHz 3 Mo   | 1         | 1,4 GHz   | 400 MT/s       | 14 x  | 32 Kio   | 256 Kio  | 3 Mio    | 130 W        | PAC-611 | 04/2004        |

### Deerfield
| Nom du modèle             | Nb. cœurs | Fréquence | Front Side Bus | Mult. | Cache L1 | Cache L2 | Cache L3 | Consommation | Socket  | Date de sortie |
| ------------------------- | --------- | --------- | -------------- | ----- | -------- | -------- | -------- | ------------ | ------- | -------------- |
| Itanium 2 LV 1 GHz 1,5 Mo | 1         | 1 GHz     | 400 MT/s       | 10 x  | 32 Kio   | 256 Kio  | 1,5 Mio  | 62 W         | PAC-611 | 09/2003        |

### Hondo
| Nom du modèle | Nb. cœurs | Fréquence | Front Side Bus | Mult. | Cache L1  | Cache L2   | Cache L3 | Cache L4        | Consommation | Socket     | Date de sortie |
| ------------- | --------- | --------- | -------------- | ----- | --------- | ---------- | -------- | --------------- | ------------ | ---------- | -------------- |
| HP mx2        | 2         | 1,1 GHz   | 400 MT/s       | 11 x  | 2x 32 Kio | 2x 256 Kio | 2x 6 Mio | 32 Mo à 367 MHz |              | 2x PAC-611 | 2004           |

### Fanwood
| Nom du modèle                    | Nb. cœurs | Fréquence | Front Side Bus | Mult. | Cache L1 | Cache L2 | Cache L3 | Consommation | Socket  | Date de sortie |
| -------------------------------- | --------- | --------- | -------------- | ----- | -------- | -------- | -------- | ------------ | ------- | -------------- |
| Itanium 2 DP 1,6 GHz 3 Mo FSB533 | 1         | 1,6 GHz   | 533 MT/s       | 12 x  | 32 Kio   | 256 Kio  | 3 Mio    | 130 W        | PAC-611 | 11/2004        |
| Itanium 2 LV 1,3 GHz 3 Mo        | 1         | 1,3 GHz   | 400 MT/s       | 13 x  | 32 Kio   | 256 Kio  | 3 Mio    | 62 W         | PAC-611 | 11/2004        |

### Madison/9M
| Nom du modèle              | Nb. cœurs | Fréquence | Front Side Bus | Mult. | Cache L1 | Cache L2 | Cache L3 | Consommation | Socket  | Date de sortie |
| -------------------------- | --------- | --------- | -------------- | ----- | -------- | -------- | -------- | ------------ | ------- | -------------- |
| Itanium 2 MP 1,6 GHz 9 Mo  | 1         | 1,6 GHz   | 400 MT/s       | 16 x  | 32 Kio   | 256 Kio  | 9 Mio    | 130 W        | PAC-611 | 11/2004        |
| Itanium 2 MP 1,6 GHz 6 Mo  | 1         | 1,6 GHz   | 400 MT/s       | 16 x  | 32 Kio   | 256 Kio  | 6 Mio    | 130 W        | PAC-611 | 11/2004        |
| Itanium 2 MP 1,5 GHz 4 Mo  | 1         | 1,5 GHz   | 400 MT/s       | 15 x  | 32 Kio   | 256 Kio  | 4 Mio    | 130 W        | PAC-611 | 11/2004        |
| Itanium 2 MP 1,66 GHz 9 Mo | 1         | 1,67 GHz  | 667 MT/s       | 10 x  | 32 Kio   | 256 Kio  | 9 Mio    | 130 W        | PAC-611 | 07/2005        |
| Itanium 2 MP 1,66 GHz 6 Mo | 1         | 1,67 GHz  | 667 MT/s       | 10 x  | 32 Kio   | 256 Kio  | 6 Mio    | 130 W        | PAC-611 | 07/2005        |

### Montecito
Processeur double cœur avec Hyper-Threading, gravure en 90 nm.
| Nom du modèle  | Nb. cœurs | Fréquence | Front Side Bus | Mult.   | Cache L1  | Cache L2    | Cache L3 | Consommation | Socket  | Date de sortie |
| -------------- | --------- | --------- | -------------- | ------- | --------- | ----------- | -------- | ------------ | ------- | -------------- |
| Itanium 2 9052 | 2         | 1,6 GHz   | 533 MT/s       | 12 x    | 2x 32 Kio | 2x 1,25 Mio | 24 Mio   | 104 W        | PAC-611 |                |
| Itanium 2 9050 | 2         | 1,6 GHz   | 400/533 MT/s   | 16/12 x | 2x 32 Kio | 2x 1,25 Mio | 24 Mio   | 104 W        | PAC-611 | 07/2006        |
| Itanium 2 9040 | 2         | 1,6 GHz   | 400/533 MT/s   | 16/12 x | 2x 32 Kio | 2x 1,25 Mio | 18 Mio   | 104 W        | PAC-611 | 07/2006        |
| Itanium 2 9030 | 2         | 1,6 GHz   | 400/533 MT/s   | 16/12 x | 2x 32 Kio | 2x 1,25 Mio | 8 Mio    | 104 W        | PAC-611 | 07/2006        |
| Itanium 2 9020 | 2         | 1,42 GHz  | 533 MT/s       | ? x     | 2x 32 Kio | 2x 1,25 Mio | 12 Mio   | 104 W        | PAC-611 | 07/2006        |
| Itanium 2 9015 | 2         | 1.4 GHz   | 400 MT/s       | 14 x    | 2x 32 Kio | 2x 1,25 Mio | 12 Mio   | 104 W        | PAC-611 | 07/2006        |
| Itanium 2 9010 | 1         | 1,6 GHz   | 400/533 MT/s   | 16/12 x | 32 Kio    | 1,25 Mio    | 6 Mio    | 75 W         | PAC-611 | 07/2006        |

## Itanium 3

### Montvale
Processeur double cœur avec Hyper-Threading, Demand Based Switching (DBS) et Core Level Lock-Step. Version améliorée de l'Itanium Montecito.
| Nom du modèle | Nb. cœurs | Fréquence | Front Side Bus | Mult.   | Cache L1  | Cache L2    | Cache L3 | Consommation | Socket  | Date de sortie |
| ------------- | --------- | --------- | -------------- | ------- | --------- | ----------- | -------- | ------------ | ------- | -------------- |
| Itanium 9150M | 2         | 1,67 GHz  | 667 MT/s       | 10 x    | 2x 32 Kio | 2x 1,25 Mio | 24 Mio   | 104 W        | PAC-611 | 10/2007        |
| Itanium 9150N | 2         | 1,6 GHz   | 400/533 MT/s   | 16/12 x | 2x 32 Kio | 2x 1,25 Mio | 24 Mio   | 104 W        | PAC-611 | 10/2007        |
| Itanium 9140M | 2         | 1,67 GHz  | 667 MT/s       | 10 x    | 2x 32 Kio | 2x 1,25 Mio | 18 Mio   | 104 W        | PAC-611 | 10/2007        |
| Itanium 9140N | 2         | 1,6 GHz   | 400/533 MT/s   | 16/12 x | 2x 32 Kio | 2x 1,25 Mio | 18 Mio   | 104 W        | PAC-611 | 10/2007        |
| Itanium 9130M | 2         | 1,67 GHz  | 667 MT/s       | 10 x    | 2x 32 Kio | 2x 1,25 Mio | 8 Mio    | 104 W        | PAC-611 | 10/2007        |
| Itanium 9120N | 2         | 1,42 GHz  | 400/533 MT/s   | ? x     | 2x 32 Kio | 2x 1,25 Mio | 12 Mio   | 104 W        | PAC-611 | 10/2007        |
| Itanium 9110N | 1         | 1,6 GHz   | 400/533 MT/s   | 16/12 x | 32 Kio    | 1,25 Mio    | 12 Mio   | 75 W         | PAC-611 | 10/2007        |

### Tanglewood
Projet de nouvelle génération de processeurs Itanium multi cœurs, conçu par d'ex ingénieurs de DEC, renommé en Tukwila fin 2003, puis abandonné pour une puce de conception différente, voir ci-dessous.

### Tukwila
À la suite de retards dans la conception, sa commercialisation étant initialement prévue en 2007, il fut décidé de décaler la sortie de ce processeur afin de réduire les coûts de la plate-forme Itanium en la rapprochant de celle des Xeon 7500. Le Tukwila est finalement équipé du bus QPI et d'un contrôleur mémoire intégré gérant la mémoire DDR3 (au lieu de la FB-DIMM).
| Modèle       | Nb. cœurs | FSB     | Mult. | Fréquence | Mult. QPI | QPI (2x)  | Cache L1 | Cache L2   | Cache L3 | TDP   | Date de sortie |
| ------------ | --------- | ------- | ----- | --------- | --------- | --------- | -------- | ---------- | -------- | ----- | -------------- |
| Itanium 9350 | 4         | 133 MHz | 13x   | 1,73 GHz  | 18x       | 4800 MT/s | 4×32 Kio | 4×1280 Kio | 24 Mio   | 185 W | 1T2010         |
| Itanium 9340 | 4         | 133 MHz | 12x   | 1,60 GHz  | 18x       | 4800 MT/s | 4×32 Kio | 4×1280 Kio | 20 Mio   | 185 W | 1T2010         |
| Itanium 9330 | 4         | 133 MHz | 11x   | 1,47 GHz  | 18x       | 4800 MT/s | 4×32 Kio | 4×1280 Kio | 20 Mio   | 155 W | 1T2010         |
| Itanium 9320 | 4         | 133 MHz | 10x   | 1,33 GHz  | 18x       | 4800 MT/s | 4×32 Kio | 4×1280 Kio | 16 Mio   | 155 W | 1T2010         |
| Itanium 9310 | 2         | 133 MHz | 12x   | 1,60 GHz  | 18x       | 4800 MT/s | 2×32 Kio | 2×1280 Kio | 10 Mio   | 130 W | 1T2010         |

### Poulson
Il s'agit du successeur des puces « Tukwila ». « Poulson » était initialement prévu pour 2009, mais le processeur n'est finalement lancé qu'en novembre 2012. Il s'agit d'une puce gravée en 32 nm — Intel faisant l'impasse sur le 45 nm (« Tukwila » étant gravé en 65 nm), elle est dotée de 4 ou 8 cœurs multi-threadés (donc 8 ou 16 cœurs virtuels) selon les versions, est capable d'exécuter 12 instructions par cycle (6 pour la génération précédente) et intègre jusqu'à 54 Mo de cache (sur trois niveaux). Son die est composé de 3,1 milliards de transistors et occupe environ 588 mm2. Enfin le processeur est relié au reste du système par un lien QPI à 6,4 GT/s (contre 4,8 GT/s pour « Tukwila »).

Intel profite de l'occasion pour effectuer d'importantes mises à jour architecturales : intégration de caches à différents niveaux pour limiter l'erreur (Intel Instruction Replay Technology), optimisation du multi-threading (Intel Hyper-Threading Technology), ajout de nouvelles instructions.

Intel annonce enfin une compatibilité pin-to-pin pour ces nouveaux processeurs, ce qui permettra aux entreprises de conserver une partie de leur matériel.
| Modèle       | Cœurs (Threads) | FSB | Mult. | Fréquence | Tension | QPI       | Cache L1 | Cache L2 | Cache L3 | TDP   | Date de sortie |
| ------------ | --------------- | --- | ----- | --------- | ------- | --------- | -------- | -------- | -------- | ----- | -------------- |
| Itanium 9560 | 8 (16)          |     |       | 2,53 GHz  |         | 6400 MT/s |          |          | 32 Mio   | 170 W | novembre 2012  |
| Itanium 9550 | 4 (8)           |     |       | 2,40 GHz  |         | 6400 MT/s |          |          | 32 Mio   | 170 W | novembre 2012  |
| Itanium 9540 | 8 (16)          |     |       | 2,13 GHz  |         | 6400 MT/s |          |          | 24 Mio   | 170 W | novembre 2012  |
| Itanium 9520 | 4 (8)           |     |       | 1,73 GHz  |         | 6400 MT/s |          |          | 20 Mio   | 130 W | novembre 2012  |

### Kittson
Initialement prévu en 22 nm sur le même socket que l'Intel Xeon E7 en 2014, il devait partager certains modules avec le futur Xeon : contrôleur mémoire, I/O et RAS.
Intel a revu ses plans le 31 janvier 2013 : le Kittson utilisera le socket du Poulson et sera gravé en 32 nm.